# North Gosforth
North Gosforth är en civil parish i Newcastle upon Tyne i Storbritannien. Den ligger i grevskapet Tyne and Wear och riksdelen England, i den centrala delen av landet, 400 km norr om huvudstaden London. Antalet invånare är 3 527. Arean är 5,7 kvadratkilometer.
Terrängen i North Gosforth är mycket platt.